# SCMaglev
Le SCMaglev, aussi appelé JR-Maglev, est un train à sustentation magnétique développé depuis 1962 par la compagnie ferroviaire Japan Railway. Sa première version commerciale doit relier Tokyo à Nagoya en 2027(construction de la ligne Shinkansen Chūō en cours). Si on considère qu'un train ne circule que sur des rails, alors c'est le train à sustentation magnétique le plus rapide du monde face au Shinkansen série E5 qui lui circule sur rails classiques de Tokyo à Hakodate (vitesse maximale commerciale de 360 km/h sur certains tronçons de la ligne ferroviaire).

## Technologie

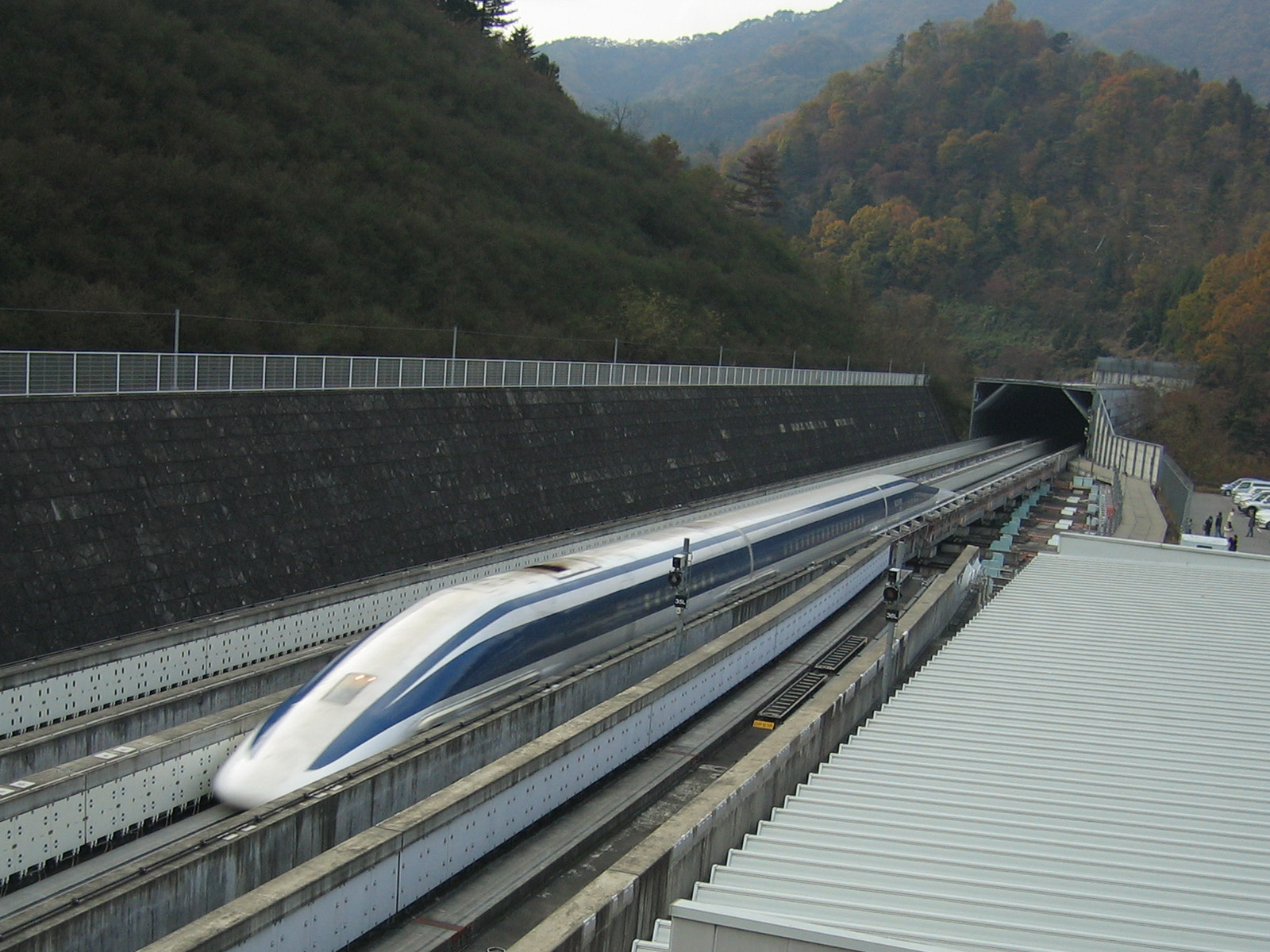
Un SCMaglev de type MLX-01 sur le circuit d'essai de Yamanashi en 2005.

## Repères historiques
- 1962 – Les recherches scientifiques démarrent avec comme objectif de créer un train capable de relier Tokyo à Osaka en une heure.
- 1977 – Les expériences débutent dans la préfecture de Miyazaki.
- 1990 – Début de la construction d'un nouveau circuit de 18 km dans la préfecture de Yamanashi
- 1995 – Arrêt des expériences dans la préfecture de Miyazaki.
- 1997 – Premiers tests de la rame MLX01 sur le nouveau circuit de Yamanashi.
- 2012 – Premiers tests de la rame Série L0
- 2015 – La rame Série L0 devient le premier train de l'histoire à dépasser la vitesse de 600 km/h (603 km/h[3]).

## Modèles

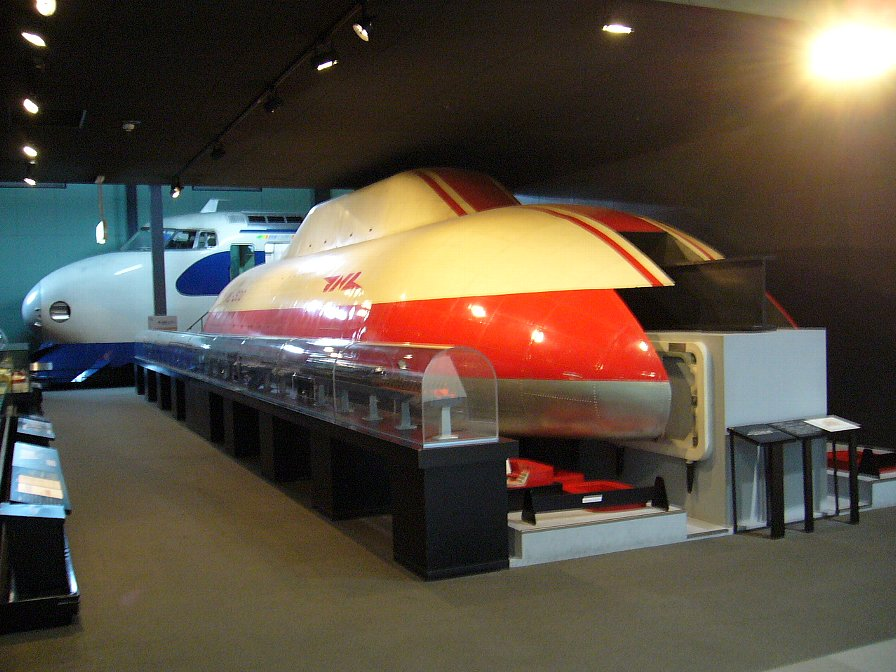
Un SCMaglev de type ML500 (1977-1980) exposé au musée des transports d'Osaka.

Les différents modèles depuis 1972 :
- 1972 – LSM200
- 1972 – ML100
- 1975 – ML100A
- 1977 – ML500
- 1979 – ML500R (ML500 remodélisé)
- 1980 – MLU001
- 1987 – MLU002
- 1993 – MLU002N
- 1995 – MLX01 (MLX01-1, 11, 2)
- 1997 – MLX01 (MLX01-3, 21, 12, 4)
- 2002 – MLX01 (MLX01-901, 22)
- 2009 – MLX07 (MLX07-901A, 22A: 901 et 22 remodélisés)
- 2012 – Série Shinkansen L0

## Budget
Compte tenu de l'impossibilité pour les trains à sustentation magnétique d'utiliser le réseau ferré existant, le budget total du projet est estimé à plus de 68 milliards d'euros.